# Anna Frolina
Anna Aleksiejewna Frolina z domu Bułygina (ros. Анна Алексеевна Фролина z d. Булыгина; ur. 11 stycznia 1984 w Salechardzie) – rosyjska biathlonistka, od października 2015 roku reprezentująca Koreę Południową, mistrzyni świata.

## Kariera
Frolina biathlon zaczęła trenować w 2001 roku. Na mistrzostwach świata juniorów w Ridnaun w 2002 roku zdobyła srebrny medal w sprincie. Na rozgrywanych rok później mistrzostwach świata juniorów w Kościelisku zwyciężyła w sztafecie, była druga w sprincie i trzecia w biegu pościgowym. Ponadto podczas mistrzostw świata juniorów w Kontiolahti w 2005 roku była pierwsza w pierwsza w sztafecie i biegu pościgowym oraz druga w sprincie.
W zawodach Pucharu Świata zadebiutowała 7 stycznia 2006 roku w Oberhofie, zajmując 58. miejsce w sprincie. Pierwsze pucharowe punkty wywalczyła 29 listopada 2006 roku w Östersund, gdzie zajęła dziewiąte miejsce w biegu indywidualnym. Na podium zawodów tego cyklu jedyny raz stanęła 24 stycznia 2009 roku w Anterselvie, wygrywając rywalizację w biegu pościgowym. W zawodach tych wyprzedziła Kaisę Mäkäräinen z Finlandii i Białorusinkę Darję Domraczewą. Najlepsze wyniki osiągnęła w sezonie 2009/2010, kiedy zajęła 15. miejsce w klasyfikacji generalnej.
Podczas mistrzostw świata w Pjongczangu w 2009 roku wspólnie z Swietłaną Slepcową, Olgą Miedwiedcewą i Olgą Zajcewą wywalczyła złoty medal w sztafecie. Na tej samej imprezie była też między innymi czwarta w sprincie, przegrywając walkę o podium z Zajcewą. Czwartą pozycję w sprincie wywalczyła też na rozgrywanych rok później igrzyskach olimpijskich w Vancouver, gdzie w walce o medal lepsza o 1,2 sekundy okazała się Francuzka Marie Dorin Habert. Zajęła tam także szóste miejsce w biegu pościgowym i 29. miejsce w biegu masowym. Brała również udział w igrzyskach w Pjongczangu w 2018 roku, zajmując 61. miejsce w biegu indywidualnym, 32. w sprincie, 50. w biegu pościgowym i 18. w sztafecie.
W październiku 2015 roku zdecydowała się na zmianę reprezentacji, stając się zawodniczką południowokoreańskiej kadry.

## Osiągnięcia

### Zimowe igrzyska olimpijskie
| Rok  | Miejscowość | Konkurencje | Konkurencje | Konkurencje | Konkurencje | Konkurencje | Konkurencje | Konkurencje |
| Rok  | Miejscowość | IN          | SP          | PU          | MS          | RL          | MR          | SR          |
| ---- | ----------- | ----------- | ----------- | ----------- | ----------- | ----------- | ----------- | ----------- |
| 2010 | Vancouver   | –           | 4.          | 6.          | 29.         | –           | –           | nd.         |
| 2018 | Pjongczang  | 61.         | 32.         | 50.         | –           | 18.         | –           | nd.         |

### Mistrzostwa świata
| Rok  | Miejscowość | Konkurencje | Konkurencje | Konkurencje | Konkurencje | Konkurencje | Konkurencje | Konkurencje |
| Rok  | Miejscowość | IN          | SP          | PU          | MS          | RL          | MR          | SR          |
| ---- | ----------- | ----------- | ----------- | ----------- | ----------- | ----------- | ----------- | ----------- |
| 2007 | Anterselva  | –           | 19.         | 29.         | –           | –           | –           | nd.         |
| 2009 | Pjongczang  | 25.         | 4.          | 20.         | 23.         | 1.          | –           | nd.         |
| 2017 | Hochfilzen  | 34.         | 18.         | 33.         | –           | 18.         | 19.         | nd.         |
| 2019 | Östersund   | 51.         | 78.         | –           | –           | 21.         | 20.         | 20.         |
| 2020 | Anterselva  | 75.         | 83.         | –           | –           | 22.         | 27.         | 16.         |
| 2021 | Pokljuka    | 66.         | 98.         | –           | –           | 23.         | 26.         | –           |

### Mistrzostwa świata juniorów
| Rok  | Miejscowość | Konkurencje | Konkurencje | Konkurencje | Konkurencje | Konkurencje | Konkurencje | Konkurencje |
| Rok  | Miejscowość | IN          | SP          | PU          | MS          | RL          | MR          | SR          |
| ---- | ----------- | ----------- | ----------- | ----------- | ----------- | ----------- | ----------- | ----------- |
| 2002 | Ridnaun     | 34.         | 2.          | 13.         | nd.         | –           | nd.         | nd.         |
| 2003 | Kościelisko | 20.         | 2.          | 3.          | nd.         | 1.          | nd.         | nd.         |
| 2005 | Kontiolahti | 7.          | 2.          | 1.          | nd.         | 1.          | nd.         | nd.         |

### Puchar Świata

#### Miejsca w klasyfikacji generalnej
| Sezon     | Miejsce |
| --------- | ------- |
| 2005/2006 | -       |
| 2006/2007 | 31.     |
| 2008/2009 | 19.     |
| 2009/2010 | 14.     |
| 2010/2011 | 87.     |
| 2011/2012 | 58.     |
| 2016/2017 | 43.     |
| 2017/2018 | 28.     |
| 2018/2019 | 40.     |
| 2019/2020 | 73.     |
| 2020/2021 | 92.     |

#### Miejsca na podium chronologicznie
| Lp. | Dzień       | Rok  | Miejscowość | Konkurencja             | Lokata | Pudła   | Czas biegu | Strata | Zwycięzca |
| --- | ----------- | ---- | ----------- | ----------------------- | ------ | ------- | ---------- | ------ | --------- |
| 1.  | 24 stycznia | 2009 | Anterselva  | Bieg pościgowy na 10 km | 1.     | 0+1+0+1 | 32:49,8    | –      | –         |